# ナムギェン・パルサンポ
ナムギェン・パルサンポ（rNam rgyal dpal bzang po、生没年不詳）は、チベット仏教サキャ派の仏教僧。「摂帝師（帝師の代行者）を称し、当時の著名なチベット仏教僧の中では始めて成立したばかりの明朝に使者を派遣したことで知られる。

## 概要
1368年（至正28年/洪武元年）に成立した明朝はモンゴル帝国のようにチベット高原を武力制圧できるほどの力がなく、1369年（洪武2年）にチベットの首長を招撫した時もすぐこれに応じる者はいなかった。しかし断続的に何度も使者を派遣した結果まず1370年（洪武3年）に何鎖南普なる人物が投降し、1372年（洪武5年）には遂に「烏思蔵摂帝師」を称する喃加巴蔵卜（＝ナムギェン・パルサンポ）が使者を派遣して来貢した。
そして1373年（洪武6年）2月1日にナムギェン・パルサンポは自ら明朝朝廷を訪れ、大元ウルス時代に官職を与えられていた者60名に再び職名を授かることを乞うた。これに対し、省台は「来朝した者には官職を授けるが、自ら来朝しない者には与えるべきではない」と反対したが、洪武帝は「遙か遠方から帰服した者には報いるべきである」としてナムギェン・パルサンポの要請通り60名全てに官職を授けた。更に、洪武帝はナムギェン・パルサンポに下賜する印が美麗でないのを見ると再び命を下して獣紐塗金銀印を作成させ、綵段・表裏とともにナムギェン・パルサンポに下賜した。洪武帝がこのようにナムギェン・パルサンポを手厚く遇したのは、最初に明朝に来朝した著名なチベット仏教僧であったために、特別の政治的配慮を加えたためとみられる。帰国するナムギェン・パルサンポに対し、河州衛鎮撫の韓加里麻を同行させて未だ寄附していない土酋の招諭を命じたことは、ナムギェン・パルサンポに対する厚遇の見返りであった。
1374年（洪武7年）には再び使者を派遣し、同年末にはナムギェン・パルサンポらの要請によって朶甘思宣慰司が増設された。この時、招討司6・万戸府4・千戸所17が設置されたとされ、『明実録』には全ての名称が挙げられているが、どの地名に相当するか不明なものが多い。
チベット史研究者のTucciは「喃加巴蔵卜」をrnam mkha' dpal bzang poの音写と見て、スンパケンポの年表に見えるrnam mkha' dpalと同一人物とする。しかし、佐藤長は当時のチベット音の漢字転写の規則から喃加巴蔵卜＝rnam mkha' dpal bzang poとは考えにくく、実際にはrnam rgyal dpal bzang po（ナムギェン・パルサンポ）の転写と見るべきであると指摘する。佐藤長はサキャ派の分派シャルゥの第8代チペンであるナムギェルペルサンと喃加巴蔵卜を同一人物と見る説を提起するが、在俗首長（dpon）たるチペンが帝師を兼ねるとは考えられないとも述べ、「喃加巴蔵卜に該当する人物を史上に特定することは遺憾ながら不可能である」と結論づける。